# 馮爵
馮爵（?—?），字在簡，山西長子縣人。清朝政治人物。同進士出身。
乾隆七年，登进士，授廣西懷集縣知县，因母喪歸鄉，後補博白縣知縣。